# Neotrioza
Neotrioza är ett släkte av insekter. Neotrioza ingår i familjen spetsbladloppor.
Kladogram enligt Catalogue of Life:
| Neotrioza | \| \| Neotrioza machili \| \| \| \| \| \| Neotrioza tavaresi \| \| \| \| |
|           | \| \| Neotrioza machili \| \| \| \| \| \| Neotrioza tavaresi \| \| \| \| |
|           | Neotrioza machili                                                        |
|           |                                                                          |
|           | Neotrioza tavaresi                                                       |
|           |                                                                          |